# Alicia Comyn, 8. Countess of Buchan
Alicia Comyn, Countess of Buchan, Baroness Beaumont (* vor 1296; † vor dem 10. August 1349), war eine schottische Adelige.

## Leben
Alicia Comyn entstammte der schottischen Familie Comyn. Ihr Vater war Alexander Comyn, Sheriff von Aberdeen, der dritte Sohn von Alexander Comyn, 6. Earl of Buchan; ihre Mutter war Joan, die älteste Tochter des englischen Adligen William Latimer, 1. Baron Latimer. Als ihr Onkel John Comyn, 7. Earl of Buchan wegen seines Widerstandes gegen Robert I. the Bruce in Schottland geächtet worden und auf seinen Besitzungen in England ohne Nachkommen gestorben war, war sie dessen nächstberechtigte Erbin. Als solche erwarb sie dessen Ländereien in England und die Ansprüche auf den verwirkten Titel Earl of Buchan. Die dazugehörigen Ländereien in Schottland blieben aber von der Krone eingezogen.
Vor dem 14. Juli 1310 wurde sie, noch nicht volljährig, mit dem englischen Adligen Henry de Beaumont, 1. Baron Beaumont aus dem Hause Brienne verheiratet. Iure uxoris beanspruchte dieser das Amt des Constable of Scotland und ab Dezember 1312, mit dem Erreichen der Volljährigkeit seiner Frau, auch deren Titel des Earl of Buchan.
Über ihr weiteres Leben ist, wie bei den meisten Frauen dieser Zeit, nur wenig bekannt und wird teilweise aus den Daten ihres Mannes geschlossen. 1314 kämpfte Henry in der Schlacht von Bannockburn auf englischer Seite, danach wurde er von Robert I. „enterbt“. Das Paar hielt sich in den darauf folgenden Jahren die meiste Zeit entweder auf ihren englischen Besitzungen oder in Frankreich auf.
Zwischen 1330 und 1332 fanden mehrere erfolglose Versuche des englischen Königs Eduard III. statt, den schottischen König David II. zur völligen Wiederherstellung des Earldoms und aller damit verbundenen Besitzungen zu überreden. Henry de Beaumont nahm als von England bestätigter Earl of Buchan an schottischen Parlamentssitzungen im Jahr 1334 teil. Nach Henrys Tod im Jahr 1340 erreichten weder Alicia, noch ihr Sohn John, der sie 1349 beerbte, dass ihnen der Titel in Schottland bestätigt oder die Ländereien zurückerstattet wurden.
Aus der Ehe Alicias mit Henry de Beaumont stammten zehn Kinder:
- John, 2. Baron Beaumont
- Catherine ⚭ David Strathbogie
- Elizabeth ⚭ Nicholas Audley, 4. Baron Audley of Heleigh
- Joan ⚭ Fulke FitzWarine, 3. Baron FitzWarine
- Beatrice ⚭ Charles, Comte de Dammartin
- Isabella ⚭ Henry of Grosmont, 1. Duke of Lancaster
- sowie drei weitere Söhne; Richard, John und Thomas
- sowie eine weitere Tochter; Alice